# Michaíl Kakioúzis
Michaíl Kakioúzis (en grec Μιχαήλ Κακιούζης), souvent appelé Michális Kakioúzis (Μιχάλης Κακιούζης), né le 29 novembre 1976 à Athènes, est un joueur de basket-ball grec, évoluant au poste d’ailier fort.

## Biographie
Cet ancien champion du monde junior est un membre de la sélection grecque avec laquelle il a participé aux championnats d’Europe de 1999, 2001, 2003 ainsi qu’aux Jeux olympiques 2004 d’Athènes. En 2005, il est le capitaine de l’équipe qui remporte le deuxième titre européen de son histoire lors du championnat d’Europe 2005 en Serbie, dirigé par Panayótis Yannákis qui faisait partie de l’équipe du premier titre en 1987.

## Club
- 1992-1995 :  Ionikos NF
- 1995-2002 :  AEK Athènes
- 2002-2005 :  Mens Sana Sienne
- 2005-2007 :  FC Barcelone
- 2007-2008 :  CDB Séville
- 2008-2009 :  Efes Pilsen
- 2010-2011 :  Le Mans SB
- 2011 :  Vanoli Crémone
- 2011-2012 :  Virtus Rome
- 2012-2013 :  SAV Vacallo
- 2013 :  AEK Larnaca
- 2013-2015 :  AE Neas Kephissia
- 2015 :  APOEL Nicosie
- 2015-2016 :  Faros Keratsiniou

## Palmarès

### Club
- Coupe Saporta :
  - Vainqueur : 2000
- Championnat de Grèce :
  - Vainqueur : 2002
- Championnat d’Italie :
  - Vainqueur : 2004
- Championnat de Turquie :
  - Vainqueur : 2009
- Coupe de Grèce :
  - Vainqueur : 2000 et 2001
- Coupe d'Espagne :
  - Vainqueur : 2007
- Coupe de Turquie :
  - Vainqueur : 2009
- Championnat de Chypre :
  - Vainqueur : 2013

### Équipe nationale
- Championnat du monde :
  -  Médaille d'argent du Championnat du monde 2006
- Championnat d’Europe :
  -  Médaille d’or au Championnat d’Europe 2005 en Serbie
- Championnat du monde des -19 ans :
  -  Médaille d’or au 1995
- Championnat d'Europe des -16 ans :
  -  Médaille d’or au 1993